# Joaquim José Inácio
Joaquim José Ignacio, Vizconde de Inhaúma (Lisboa, 1 de agosto de 1808 — Río de Janeiro, 8 de marzo de 1869) fue un oficial naval, político y monárquico del Imperio del Brasil. Nacido en el Reino de España, su familia se mudó a Brasil, dos años después. Después de la independencia del país en 1822, Inhaúma se alistó en la Marina. En el inicio de su carrera, durante la segunda mitad de la década de 1820, participó en la subyugación de las rebeliones separatistas: primero la Confederación del Ecuador, y entonces la Guerra de la Cisplatina, que precipitó un conflicto armado internacional por mucho tiempo con las Provincias Unidas del Río de la Plata.
A lo largo de todo el caos que se caracterizó en los años, cuando el emperador Don Pedro II era menor de edad, Inhaúma permaneció leal al gobierno. Él ayudó a poner fin a un motín militar en 1831 y fue implicado en la supresión de algunas de las otras rebeliones que estallaron durante este período difícil. Estuvo en acción durante la Sabinada, entre 1837 y 1838, seguida por la Guerra de los Farrapos, de 1840 a 1844. En 1849, después de pasar dos años en Gran Bretaña recibió el mando de la flota que fue fundamental para ganar la Revuelta Praieira, la última rebelión en el Imperio de Brasil.
Durante la década de 1850, Inhaúma actuó en una serie de cargos burocráticos. Entró en la política en 1861, como miembro del Partido Conservador. Se convirtió en miembro del gabinete y recibió el cargo de ministro de la Marina. Inhaúma también se convirtió en la primera persona en ocupar el cargo del Ministerio de la Agricultura, aunque brevemente. El primer profesional del cuerpo de bomberos en el Brasil se ha formado durante su mandato como ministro de Agricultura. A finales de 1866, Inhaúma fue nombrado comandante en jefe de la flota participó en la Guerra del Paraguay. Durante el combate, alcanzó el grado de almirante, el más alto de la armada brasileña. También fue galardonado con un título de nobleza, acaba invertido de barón de la vizconde. En 1868 fue elegido para la cámara baja del Legislativo nacional, pero nunca asumió el cargo.
Aunque se ha desempeñado con éxito sus operaciones en la guerra contra el Paraguay, el liderazgo de Inhaúma, fue impedida por su vacilación y comportamiento procrastinador. Mientras que en el comando en la zona de guerra, estaba mentalmente agotado y contrajo una enfermedad desconocida. Gravemente enfermo, Inhaúma volvió a la capital del país a principios de 1869 y murió poco después. A pesar de que las obras históricas no den mucha cobertura a Inhaúma, algunos historiadores lo consideran uno de los grandes oficiales de la Marina de Brasil.

## El inicio de la vida

### Nacimiento y educación
Joaquim José Ignacio nació en Madrid, Reino de España. Aunque la fecha de nacimiento de su partida fuese de 30 de julio de 1808, su madre alegó que la fecha de nacimiento correcta era dos días más tarde, el 1 de agosto. Él mismo afirmó más tarde que había nacido el 1 de agosto, fecha confirmada por su biógrafo y el hermano más joven. Independientemente, algunos biógrafos, incluyendo Joaquim Manuel de Macedo y Carlos Guillermo Haring, han persistido en mencionar que la fecha fue equivocadamente puesta en el acta de nacimiento.
Hijo de José Manuel de Barros y María Isabel de Barros. En 1808, la familia real portuguesa se trasladó a Brasil, en la época de la mayor y más rica colonia de España. Dos años después, el 10 de julio de 1810, José de Barros llegó a la capital brasileña de Río de Janeiro. Como miembro de la tripulación de la fragata D. Carlota, fue acusado de transportar lo que queda de la propiedad personal del Príncipe Regente Don Juan, futuro rey D. João VI a Brasil. José de Barros también trajo a su familia en el viaje, incluyendo Joaquín Ignacio, que entonces tenía un año y ocho meses de edad. Él tenía una hermana llamada María y seis hermanos más nuevos (que nacieron después de la llegada en Brasil), entre ellos, Benedicto José de Carvalho y José Manuel de Barros.
Como era común en la época, Joaquín Ignacio comenzó su educación en casa y, posteriormente, fue inscrito en el Seminario de San José, y después en el Seminario de San Joaquín, que se ha convertido, en 1837, el Colegio Pedro II. Sus profesores incluían Anuario de la Cuña de Barbosa, que más tarde se convirtió en una de las principales figuras del movimiento de la independencia de Brasil. Joaquín Ignacio optó por seguir a su padre, un oficial de la marina, que alcanzó el rango de teniente segundo, en la elección de una carrera. El 20 de noviembre de 1822, a los 14 años, fue admitido como aspirante a guardia marina en la Academia de la Marina. El 11 de diciembre de 1823 se graduó de la Academia, con especialización en matemáticas, con el puesto de guardia de la marina. Como había estudiado con anterioridad en otras escuelas, Joaquín Ignacio resultó ser un alumno brillante. Entre sus compañeros de la academia estaban Francisco Manuel Barroso da Silva (más tarde el Barón del Amazonas), con quien entabló una gran amistad.

### Las rebeliones en el norte y en el sur
Cuando el príncipe Don Pedro (más tarde, el emperador Don Pedro I), hijo y heredero de D. João VI, lideró el movimiento por la independencia de Brasil, Joaquim Ignacio fue uno de los varios residentes nacidos en España que han apoyado la causa brasileña y se unió a la armada ( Marina de Brasil era llamado en la época imperial). El 16 de enero de 1824, comenzó su servicio a bordo de D. Pedro I, un barco de la línea y la insignia del Primer Almirante Thomas Cochrane, Marqués de Maranhão. Joaquín Ignacio no luchó en todas las batallas, ya que las fuerzas enemigas portuguesas se dieron en esa época. Su bautismo de fuego se produjo pocos meses después, con el advenimiento de la Confederación del Ecuador, una rebelión secessionista en las provincias del nordeste de Brasil. Fuera-le dio el mando del cortador Independiente y ayudó en la supresión de los rebeldes en Rosario de Itapecuru, una aldea en la provincia de Maranhão. La rebelión terminó a principios de 1825, y el 25 de febrero, Joaquín Ignacio fue promovido a segundo teniente.
En junio de 1825, Joaquín Ignacio viajó hacia el extremo sur de Brasil para sofocar una rebelión separatista en la provincia de la Cisplatina. Los rebeldes fueron ayudados por las Provincias Unidas del Río de la Plata (hasta el día de hoy uno de los nombres oficiales de la Argentina), que llevó a la Guerra de la Cisplatina. Joaquín Ignacio sirvió como primer oficial a bordo del patacho Pará, que estaba estacionado en la Colonia del Sacramento, la segunda ciudad más importante de Brasil. Al final de febrero de 1826, el Sacramento fue sitiada por fuerzas enemigas. Joaquín Ignacio fue enviado a la tierra y puesto al mando de la batería de Santa Rita, compuesta de marineros y cañones de los buques brasileños. Tomó parte activa en repeler los ataques enemigos con éxito en Sacramento el 7 de febrero, 26 de febrero y 14 de marzo.
En la noche del 10 de marzo de 1826 y en medio del asedio de Sacramento, Joaquim Inácio abordó una pequeña embarcación desarmada acompañado por un solo oficial del ejército y pasó desapercibido a través de una línea de barcos enemigos, diecinueve al amparo de la oscuridad. Llegó a la principal flota brasileña en la mañana del día siguiente y pidió ayuda al vicealmirante Rodrigo José Ferreira Lobo, comandante en jefe de las fuerzas navales que operaban en la guerra. Joaquim Inácio regresó a Sacramento dos días después bajo un intenso fuego enemigo, junto con tres barcos que transportaban suministros y armas. Aunque fue recibido como un héroe en la ciudad sitiada, fue investido para un ascenso. Ignoraron este logro debido a su falta de conexiones con la riqueza y la familia, una carga que continuó obstaculizando su carrera en los años venideros.

### Pérdida de la Cisplatina

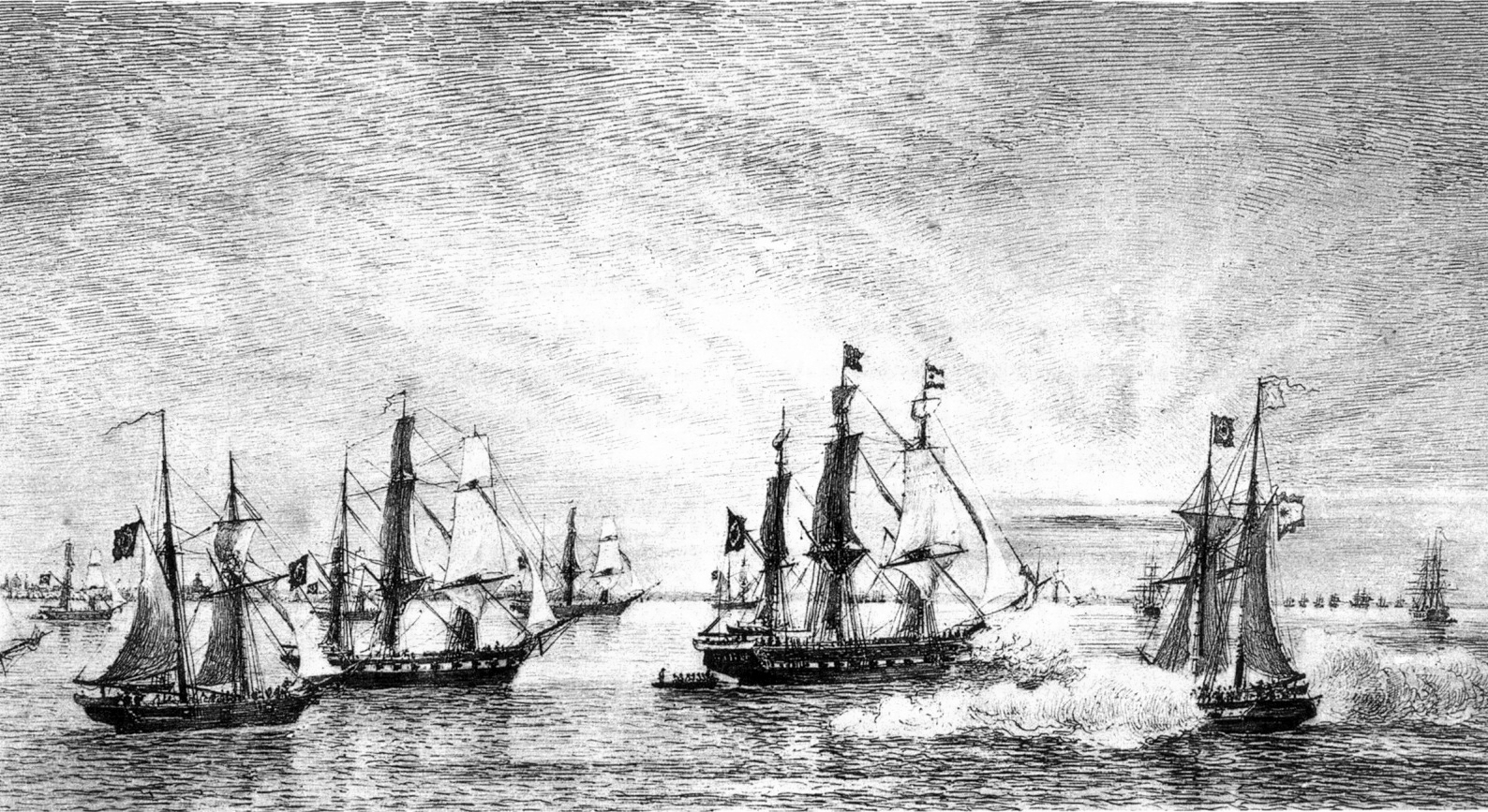
Buques brasileños bloquean Buenos Aires en conmemoración del fin de la Guerra de la Cisplatina.

En febrero de 1827, Joaquín Ignacio fue transferido a la tripulación de la corbeta Duquesa de Goiás, en el que estaba tomando parte en la invasión de Carmen de Patagones, una aldea en el noreste de las Provincias Unidas del Río de la Plata, que sirvió como una puerta para los corsarios. La Duquesa de Goiás se hundió durante la expedición, matando a varios miembros de la tripulación. Joaquín Ignacio insistió en ser el último oficial a abandonar el barco. Él fue el siguiente al mando de la goleta de Constanza. La invasión de Carmen fue un completo fracaso, y las fuerzas terrestres brasileñas fueron derrotados y hechos prisioneros. El 7 de marzo, mientras que Joaquim esperaba la noticia de la invasión, el de Constanza y otra goleta fueron cercadas por embarcaciones enemigas. Después de una batalla desesperada, él estaba en prisión tras negarse a rendirse.
Los presos brasileños fueron colocados juntos a bordo de un bergantín con destino a Buenos Aires, la capital de las Provincias Unidas. Ellos sufrieron graves dificultades, muriendo de hambre y casi desnudos. Bajo el liderazgo de José Ignacio, los brasileños hicieron un levante, que asumieron el control de la nave y los hicieron prisioneros de sus secuestradores. El buque se ha escapado con éxito de las dos corbetas y una goleta-bergantín que los habían perseguido, y navegaron a Montevideo, capital de Uruguay, a donde llegaron en seguridad el 29 de agosto de 1827. a Pesar del audaz rescate de Joaquín Ignacio de los presos brasileños de guerra de ambas fuerzas terrestres de la invasión y de las dos goletas, él fue reprendido por el comandante en jefe vicealmirante Rodrigo Pinto Guedes, Barón del Río de la Plata (que había sustituido a Rodrigo Lobo) por la pérdida de Constanza.
Joaquín Ignacio regresó a Río de Janeiro en octubre, la comisión de servicio debería haber durado tres años. Luego fue enviado de vuelta a Brasil a bordo de la fragata Cartagena y en diciembre se convirtió en el primer oficial de la barca Grenfell. El 17 de febrero de 1828, luchó en la batalla de Quilmes. Durante su participación, la barca-bergantín brasileño Veinte y Nueve de agosto encalló y estaba a punto de ser abordado. Viendo esto, Joaquim Ignacio coloca el Grenfell cerca del buque amenazado y lo protegió hasta que ella pudiera ser liberado por la marea estaba subiendo. Ambos barcos regresaron a la batalla, lo que resultó en una victoria brasileña. los esfuerzos de Brasil en la guerra acabaron por ser en vano, una vez que, en su caso, han renunciado a la Oriental, que se convirtió en la nación independiente de Uruguay. En julio de 1829, Joaquín Ignacio de nuevo regresó a Río de Janeiro, y el 17 de octubre, fue promovido a primer teniente.

## Rebeliones

### Otras revueltas

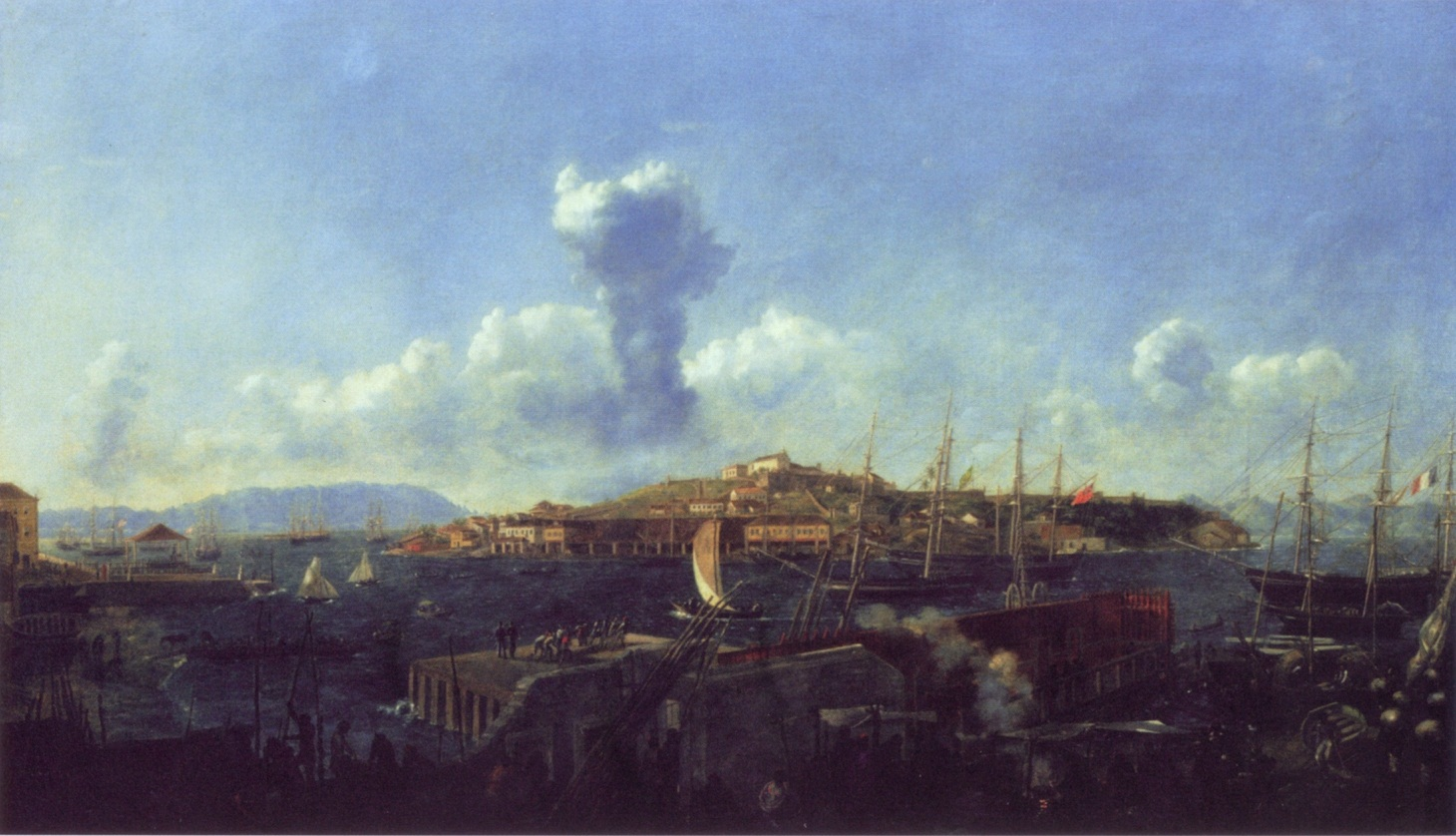
Vista de la Isla de las Serpientes de la ciudad de Río de Janeiro.

El 17 de marzo de 1831, Joaquín Ignacio se casó con María José de Mariz Sarmiento. Su padre era un oficial de la Marina portuguesa, cuyo padre y abuelo paterno también habían sido militares. Joaquín Ignacio y su esposa tuvieron varios hijos: Ana Elisa de Mariz e Barros, Joaquim José Ignacio, Antonio Carlos de Mariz e Barros y Carlota Adelaida de Mariz e Barros. La pareja tuvo una niña y un niño, llamados Constanza Manuel, respectivamente, ambos de los cuales murieron en la infancia.
Un mes y medio después de la boda de José Ignacio, el Emperador Pedro I abdicó y partió para Europa. Desde que el hijo del exemperador y heredero Don Pedro II era menor de edad, la regencia fue formada, y más de una década de inestabilidad y agitación se extendió. El 6 de octubre de 1831, goleador de la marina, mantenidos bajo sospecha de planear un motín, escaparon de la nave Presiganga, en la que estaban confinados. Joaquín Ignacio comandante de la goleta Jaguaripe que, junto con otras embarcaciones, fue guardanda con el buque-prisión. Viendo que los artilleros habían partido a Río de Janeiro, Joaquín Ignacio y algunos de los hombres que tomaron un barco para avisar de la ciudad. Se encontraron con los tiros de mosquete de los artilleros, que después cambiaron el curso de la vecina Isla de las Serpientes, ante la fuerte oposición del continente. Ellos fueron derrotados en el día siguiente, cuando las tres columnas de hombres de los Soldados y Oficiales del Batallón de Voluntarios y del Cuerpo de la Guardia Municipal Permanente invadieron la isla.
En enero de 1833, los fuertes vientos obligaron al viejo y mal construido Jaguaripe la playa fuera de la playa de Santa Marta, en la provincia del sur de Santa Catarina, donde se hundió. Joaquín Ignacio volvió a ser el último en abandonar el barco. Toda la tripulación fue rescatada, aunque él mismo casi no sobrevivió. Joaquín Ignacio y su hermano menor, José Bento (que también era un oficial de la marina) se quedaron a flote después de agarrar una cesta de cuero hasta llegar a la costa. Más tarde, Joaquim Inácio fue sometido a una corte marcial y absuelto de cualquier delito. El 5 de abril de 1833, se le dio el mando de la barca-bergantín Veinte y Nueve de agosto (el mismo barco que él ha salvado en 1828) y partió hacia la provincia de Maranhão. La última vez que él estuvo en la provincia fue en 1825. Él permaneció estacionado en la capital de la provincia, San Luis, como jefe del puerto hasta su regreso a Río de Janeiro el 30 de diciembre de 1836. Fue transferido a la barca de vapor Urania en 1837 y, más tarde, el 19 de julio del mismo año, para la brigue Constanza, una embarcación diferente de la goleta que perdió en 1827.
Joaquín Ignacio partió de Río de Janeiro, Brasil, el 11 de agosto de 1837 para Salvador, capital de la provincia de la Bahía. Él había sido acusado de entregar el prisionero de Bento Gonçalves da Silva (el líder de la rebelión conocida como la Guerra de los Farrapos, que había devastado el Río Grande del Sur desde 1835) a una fortaleza militar. El 7 de septiembre de 1837, fue ascendido a capitán de corbeta. Algunos meses después, la rebelión de la Sabinada estalló en el Salvador. Los rebeldes fueron liberados por Bento Gonçalves, que se escapó de nuevo al Río Grande del Sur. Joaquín Ignacio participó en el bloqueo de la ciudad hasta el fin de la rebelión en marzo de 1838. Su falta de lazos familiares y de influencia política de nuevo frustraram su carrera en 1839, cuando fue sustituido de una promoción bien merecida.

### El establecimiento de la orden

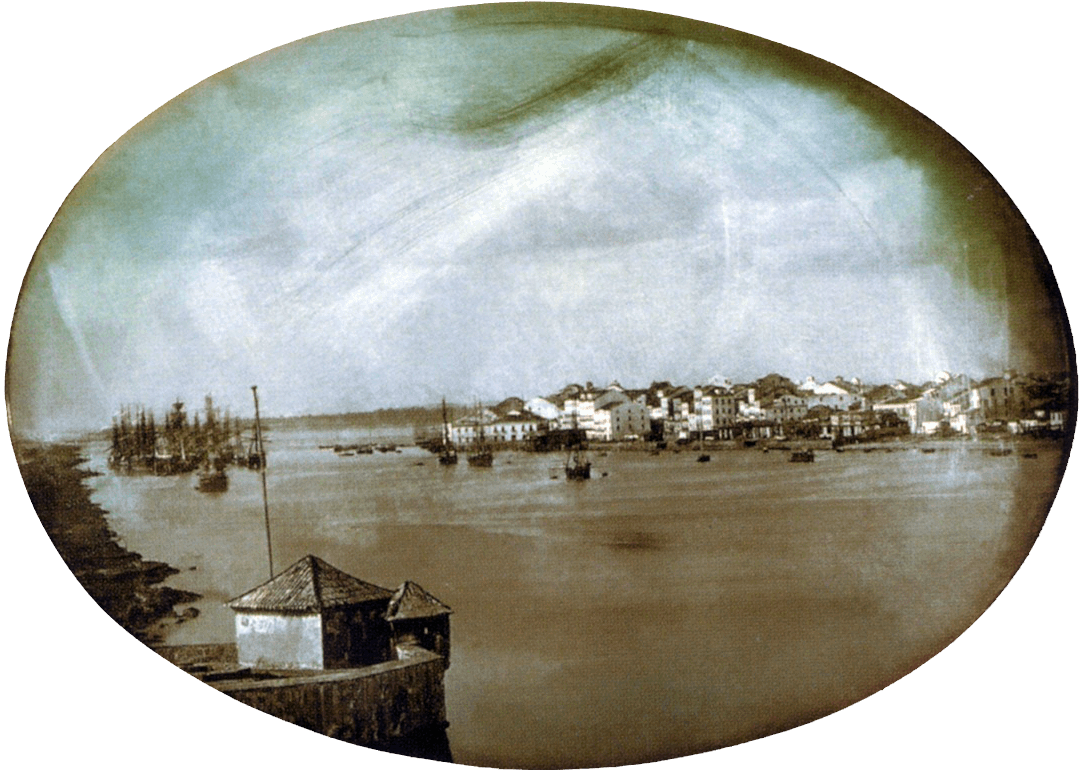
Recife, capital de Pernambuco, dos años después del fin de la revuelta Praieira.

El 23 de julio de 1840, Pedro II fue declarado mayor de edad y Joaquín Ignacio estaba entre los oficiales de la Marina de guerra en representación de la armada en la delegación felicitó al joven emperador. El ascenso de Pedro II para llevar a cabo el gobierno central dio lugar a una lenta, pero constante, la restauración de la orden en el país. El 17 de diciembre, Joaquín Ignacio fue nombrado inspector del Arsenal de Marina, en el Río Grande, la segunda ciudad más importante del estado de Río Grande del Sur. La provincia aún estaba preocupada con la revuelta federalista. Él llevó a los marineros de la tripulación en las trincheras que rodeaban el Río Grande y luchó contra los maltrapilhos cuando ellos atacaron la ciudad en julio de 1841.
La amenaza Farroupilha fue interrumpida cuando el gobierno envió el mariscal de campo (actual división general) Luis Alves de Lima e Silva (entonces Barón y más tarde Duque de Caxias), en 1842. El barón de Caxias había sido el segundo al mando de los soldados y oficiales del Batallón de Voluntarios cuando puso el motín de los artilleros de la marina en 1831. Él y Joaquín Ignacio establecieron una estrecha amistad a lo largo de la vida. Joaquín Ignacio fue ascendido a capitán de fragata en 15 de marzo de 1844. Poco después, fue relevado del mando, a su solicitud, después de convertirse cada vez más en desacuerdo con su superior. El 2 de abril de 1845, le fue asignado el mando de la fragata Constitución y en octubre regresó a Río Grande del Sur, que por ese tiempo había sido pacificado. Él acompañó al Emperador durante su visita a las provincias del sur del Brasil. Pedro II quedó favorablemente impresionado con el carácter del capitán del buque. Con el pelo oscuro y de estatura media, Joaquín Ignacio era alegre y agradable. Él también era trabajador, inteligente y bien instruido. Además de la lengua de su tierra natal, el español, él también sabía hablar y escribir en latín, inglés y francés.
En agosto de 1846, Joaquín Ignacio navegó con la Constitución para Devonport (entonces conocido como Plymouth Dock) en el Reino Unido, donde el barco estaba pasando por reparaciones. Él dio una visita al anciano Thomas Cochrane, Marqués de Marañón, que le cuestionó sobre el estado de las cosas en Brasil. Joaquín Ignacio volvió a Brasil en mayo de 1847, y fue asignado a tareas burocráticas. En abril de 1848, fue publicado, una vez más por delante de su Constitución, en la provincia de Bahia. Más tarde ese año, la revuelta Praieira estalló en la vecina provincia de Pernambuco. A principios de noviembre, Joaquín Ignacio asumió el mando de la flota protegiendo Recife, capital de Pernambuco. Él envió a muchos de sus marineros en tierra para ayudar en la defensa de la ciudad. Recife fue atacada por los rebeldes en 2 de febrero de 1849. Los atacantes insurgentes fueron derrotados, y justo después de la última rebelión de la era imperial de Brasil llegó a su fin. Joaquín Ignacio, que luchó en las calles con sus hombres, más tarde comentó: "No fue una batalla, sino una cacería diabólica a partir de la cual me escapé por un milagro". fue premiado con un ascenso a capitán de mar y guerra el 14 de marzo.

## Posiciones políticas y burocráticas

### Comisiones de la Marina

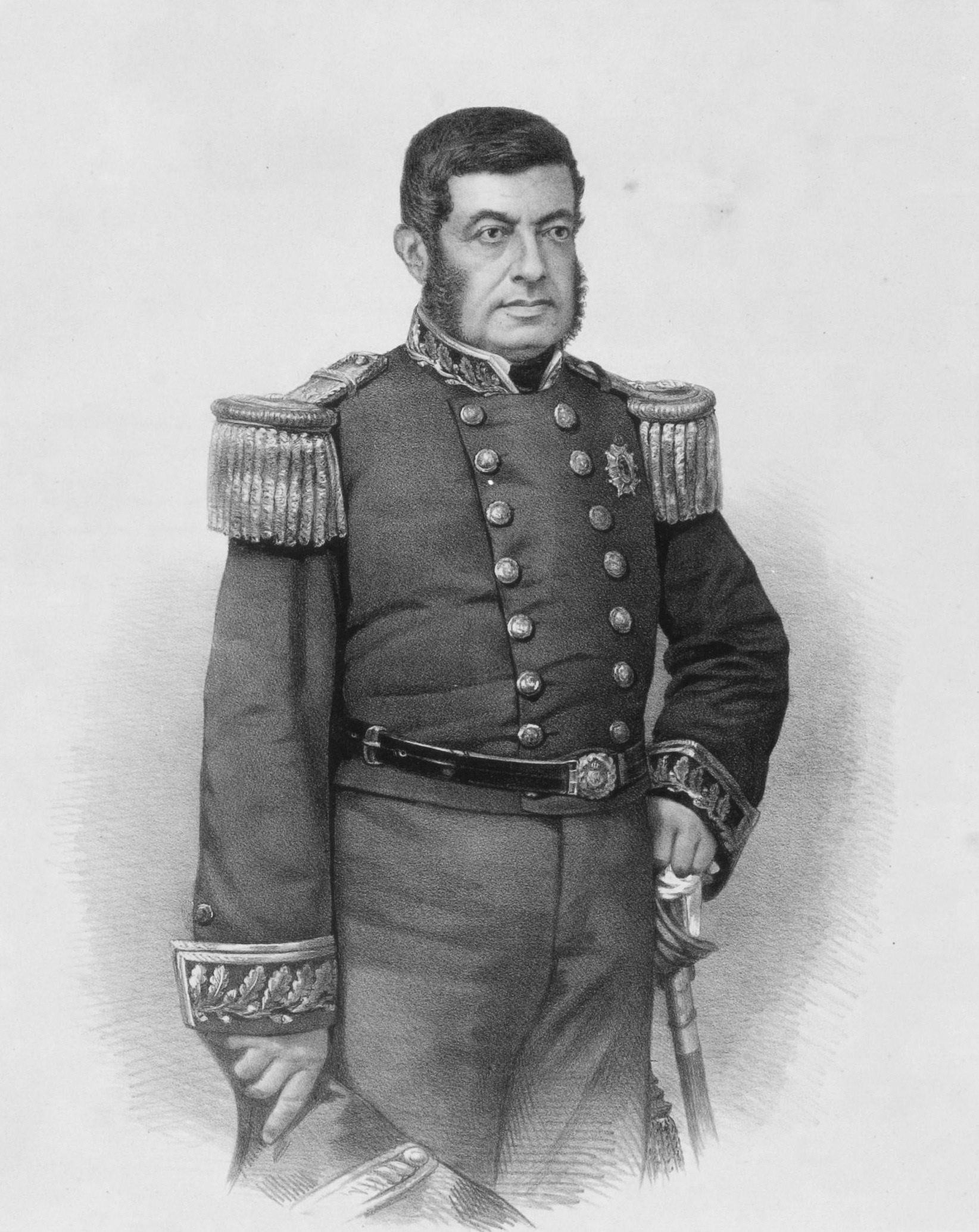
Joaquín Ignacio alrededor de los 53 años de edad, c. 1861.

El 26 de mayo de 1850, Joaquín Ignacio fue nombrado inspector del astillero naval en Río de Janeiro. no desempeñó ningún papel en la Guerra del Plata que opuso el Imperio contra la Confederación Argentina (el Estado sucesor de las Provincias Unidas del Río de la Plata), que duró desde finales de 1851 hasta el inicio de 1852. Pasado este período en la capital para supervisar la construcción y reparación de varios veleros y barcos de vapor para la armada brasileña. fue promovido a jefe de división (actual almirante) el 3 de marzo de 1852.
A lo largo de la década de 1850, Joaquín Ignacio fue asignado a una sucesión de posiciones principalmente burocráticas. Después de ser removido del cargo de inspector en 8 de noviembre de 1854, 11 días después, fue nombrado capitán del puerto de Río de Janeiro (para la ciudad y provincia). De 1854 hasta 1860, fue nombrado miembro de varios consejos de la marina que se ocupaban de temas que van desde promociones y compras de equipos de botín de guerra y la estandarización de los uniformes navales. El 2 de noviembre de 1855, Joaquín Ignacio fue nombrado ayudante (equivalente a ayudante general) con el ministro de la Marina. El 2 de diciembre de 1856 fue promovido a jefe de la flota (actual vicealmirante) y se convirtió en un Hidalgo Caballero de la Casa Imperial, que levantó una posición por encima de la lista de los miembros de las órdenes de caballería y por debajo de los nobles titulados (barones, condes, etc.) Joaquín Ignacio también se convirtió en un miembro y vicepresidente del consejo naval (un consejo consultivo) el 24 de julio de 1858.
Como también había sido el caso con sus predecesores, el puesto de ayudante fue visto por Joaquim Inácio como una vergüenza. Dentro de la administración de la armada, se indica el cargo más importante, ya que fue realizada por un oficial de policía que actuó como representante directo del ministro de Marina en la armada. Aun así, el título de "ayudante" fuera-le visto como humillante. Joaquim Inácio más tarde se quejó: "¿En qué parte del mundo ... que el ministro de la Marina tiene un oficial general como un ayudante? Lo que es un ayudante, además de un joven oficial que emite órdenes, e incluso los mensajes que recibe de su jefe?" y concluye: "Así, el título de ayudante no puede gravar un funcionario que supervise la disciplina y las respuestas para esto en la armada". Su solicitud para que la designación al cargo, modificado para un título más apropiado fue ignorado. Él también se sintió menospreciado ya que muchas de sus propuestas para los cuadros de la Armada sobre las mejoras no han actuado, y en 21 de noviembre de 1860, pidió ser eliminado de todas las posiciones.

### El Político conservador

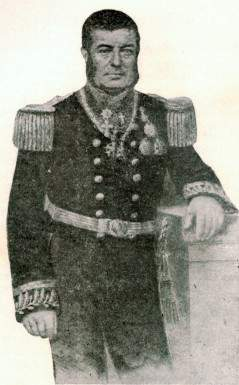
Joaquim Inácio cerca de 56 años, c. 1864. En el inicio de la década de 1860 se convirtió en miembro del Partido Conservador y asumió la cartera del ministerio de marina.

Libre de las demandas de sus antiguas comisiones, Joaquín Ignacio pasaba el tiempo traduciendo Diplomacia Et De La Mer (La Diplomacia del Mar), de Jean-Félicité-Théodore Ortolan, del francés al español. Era una persona culta, cuyas propensiones incluían la poesía. Él también estaba interesado en actuar y era miembro electo del Conservatorio Dramático (que patrocinó el teatro nacional) a partir del 8 de junio de 1856. Joaquín Ignacio era muy religioso y muchas veces mencionaba Dios y los santos católicos en sus cartas. Durante la Guerra del Paraguay, en el final de la década de 1860, al saber que estaba siendo ridiculizado y criticado por los paraguayos por su devoción religiosa, Joaquín Ignacio simplemente respondió: "déjame en mis creencias y dejar que me llame a mí lo que quieran." Él era un miembro entusiasta de la Santa Casa de la Misericordia, una organización de caridad en Río de Janeiro. Cuando la capital del país fue devastada por la fiebre amarilla, en 1854, fue de puerta en puerta pidiendo donaciones para ayudar a los enfermos.
A pesar de su firme catolicismo, Joaquín Ignacio se convirtió en un masón, uniéndose a la Logia Integridad en 1828. finalmente subió a los más altos rangos de la tienda, convirtiéndose Vice Gran Maestro en 1863. También se le concedió participaciones en otras tiendas en Brasil, se convirtió en miembro honorario de la Masonería portuguesa y fue un representante del Gran Oriente de Francia en Brasil. La masonería abrió nuevos espacios para Joaquim Ignacio, que le proporciona las conexiones y la influencia que antes no tenía y que fueron esenciales para avanzar en su carrera política. El 2 de marzo de 1861, su amigo Caxias, también masón y católico convencido, se convirtió en primer ministro. Él invitó a Joaquín Ignacio, que se convirtió en miembro del Partido Conservador, para asumir la cartera del ministerio de marina. Era común en Brasil para los oficiales militares de alto rango que se meten en política.
Él sirvió como el primer jefe del recién creado Ministerio de la Agricultura, Comercio y Obras Públicas, de 2 de marzo de 1861 hasta el 21 de abril. Aunque haya sido creada por un decreto de 1856 (siguiendo una sugerencia hecha por Joaquín Ignacio, en 1851), el primer profesional del cuerpo de bomberos en el Brasil se ha formado bajo su mandato al frente del Ministerio de Agricultura. El gabinete renunció el 24 de mayo de 1862, después de perder su mayoría en la Cámara de los Diputados (cámara baja del Legislativo nacional). Joaquín Ignacio volvió a su posición en el consejo naval del 2 de julio y dejó el cargo cuando se convirtió en miembro del Supremo Consejo Militar de Justicia el 2 de octubre de 1864.

## La Guerra del Paraguay

### El Comandante en jefe de

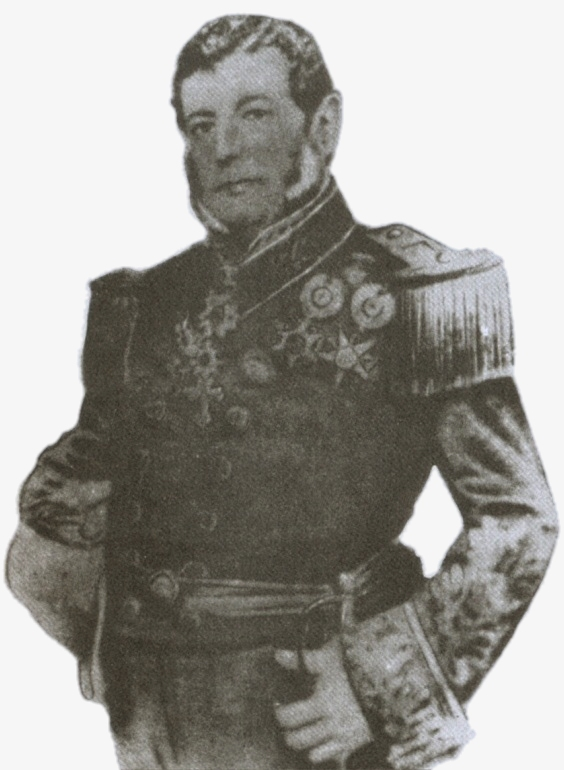
El Barón de Inhaúma con cerca de 59 años, c. 1867.

En diciembre de 1864, el dictador del Paraguay, Francisco Solano López, ordenó la invasión de la provincia brasileña de Mato Grosso (actualmente, el estado de Mato Grosso del Sur), provocando la Guerra del Paraguay. Cuatro meses después, las tropas paraguayas invadieron el territorio argentino, en preparación para un ataque en el estado de Río Grande del Sur. Las invasiones resultaron en una alianza entre Brasil, Argentina y Uruguay. En la raíz de la dimisión del gobierno de Caxias, en 1862, oficinas sucesores eran encabezados por la Liga Progresista, el rival del Partido Conservador. Como conservador, Joaquín Ignacio se encontró en gran parte marginado. Comentó irónicamente que "he sido últimamente oído, así como otros generales, sobre los negocios de ahí; pero no por eso [los hijos] me levantan la excomunión y me da mejor ración de sopa; seguirá la dieta. La voz pública, sin embargo, no me supone muerto." En octubre de 1865, Joaquín Ignacio fue enviado al norte de Brasil, acusado de reclutar voluntarios, pero pronto renunció a esta comisión y ha optado por dedicar su tiempo a la Santa Casa de la Misericordia.
Los aliados invadieron el Paraguay, en abril de 1866, pero su avance por tierra fue bloqueado por fortificaciones en Humaitá y fuerzas návias se encontró con un obstáculo en las defensas atrincheradas a lo largo del río Paraguay. El gabinete progresista decidió la creación de un comando unificado sobre las tierras brasileñas y las fuerzas que operaban en el Paraguay. Él confió en el comando de Caxias, que a su vez solicitó a la dirección de Joaquín Ignacio de la flota brasileña en Paraguay. El 22 de diciembre, Joaquín Ignacio reemplazó a su amigo vicealmirante Joaquim Marques Lisboa (entonces Barón y después Marqués de Tamandaré) como el comandante de la flota. Para guardar las apariencias, la nueva posición fue nominalmente temporal, siempre que Tamandaré había prácticamente sido forzado a renunciar. El 5 de febrero de 1867, Joaquín Ignacio fue ascendido a vicealmirante, y 16 días después de que él se convirtió en el comandante en jefe permanente.

### Operaciones en el Río Paraguay

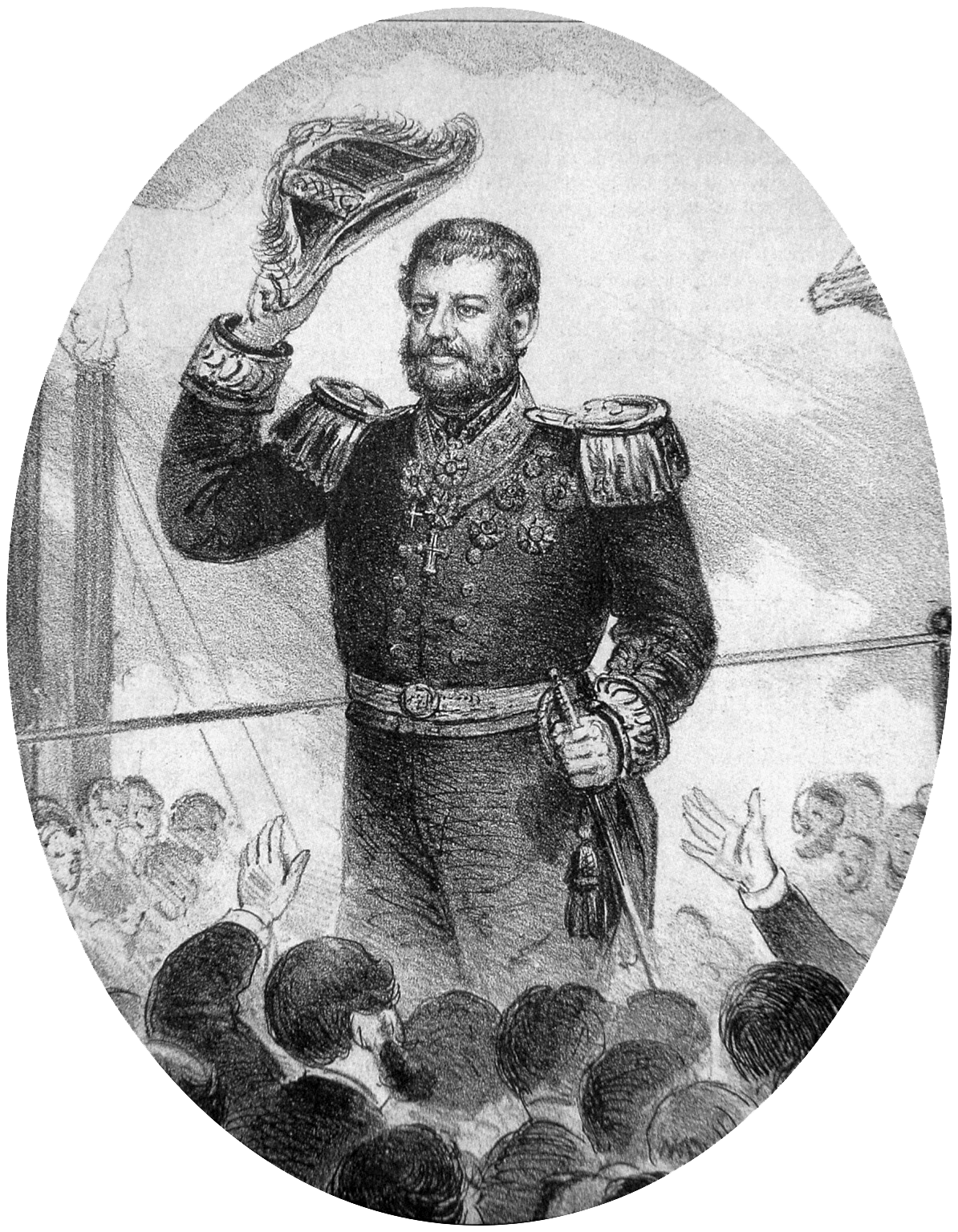
El Vizconde de Inhaúma alrededor de 60 años de edad, c. 1868.

Después de que Inhaúma había perforado a través de las defensas en Curupaiti, se encontró con tres grandes cadenas que se extendían a través del río en Humaitá que le impedía avanzar río arriba, más allá de la fortaleza. Ancló sus naves en una ensenada que se hizo conocido como Puerto Elisiário. Durante seis meses, los buques de guerra brasileños se quedaron estacionados entre Curupaiti y Humaitá, bombardeando los bastiones sin causar ningún daño serio. El sitio de Humaitá no pudo ser completado hasta que los Aliados ganaran el control total del río. El comandante en jefe aliado, el presidente argentino Bartolomé Mitre, había presionado Inhaúma durante meses para llevar a cabo este objetivo. El brasileño tenía, sin embargo, desarrolló una segunda opinión sobre la compañía y procrastinou. Creía — injustamente — Mitre desea recibir la destrucción de los buques de guerra del Brasil, debilitando severamente el Imperio militar y geopolíticamente el río.
Había otros factores que llevaron a Inhaúma a tener segundas intenciones. El nivel del río había caído, y como el sitio en la tierra no había sido completado, incluso "si los buques brasileños puedan pasar las baterías que podrían muy bien estar abandonadas, con poco o ningún combustible y, posiblemente, no apoyando a las tropas aliadas en las orillas". Inhaúma también sostuvo que los acorazados eran demasiado grandes y tuvo la capacidad de maniobra limitada en el canal del estrecho en Humaitá, siendo más adecuado para operaciones de alta mar que en un río. Él prefirió esperar a los pequeños monitores callados que estaban en construcción en Río de Janeiro.
Después de un año en Paraguay, Inhaúma aún sufrió una prolongada enfermedad (se sospecha de malaria, aunque esto nunca ha sido confirmado) y cayó en depresión, convirtiéndose, según el historiador Francisco Doratioto "nada más que el fantasma de un almirante". En enero de 1868, cuando Humaitá perdió completamente los refuerzos terrestres, los monitores de pequeño calado llegaron. Tanto Inhaúma como sus oficiales han dudado en poner los nuevos buques de acción. Fue el yerno de Inhaúma, el capitán de mar y guerra Delfín Carlos de Carvalho (futuro Barón de Paso) quien se ofreció para dirigir una escuadra. El 19 de febrero, los acorazados brasileños avanzaron con éxito por el río Paraguay bajo el fuego pesado, asumiendo el control total del río y aislando Humaitá del rellenado por el agua.
El 2 de marzo de 1868, partiendo en canoas paraguayas camufladas por la vegetación y bosques, se embarcaron en los buques brasileños anclados en Tayí. Las embarcaciones en peligro enviaron un barco para avisar Inhaúma, que estaba a bordo del buque insignia de Brasil , río abajo en el Puerto Elisiário. Cuando llegó, los brasileños se cerraron con llave dentro de sus buques y los paraguayos tomaron el control de las plataformas. Inhaúma ordenó que el Brasil y otros dos buques que abrieran fuego, diezmando a los paraguayos y salvando a los acorazados. Un día después, se le dio el título de barón de la vizconde por Pedro II El 25 de julio, los aliados ocuparon Humaitá después de que los paraguayos lo abandonaron y retrocedieron río arriba.

### Enfermedad y muerte

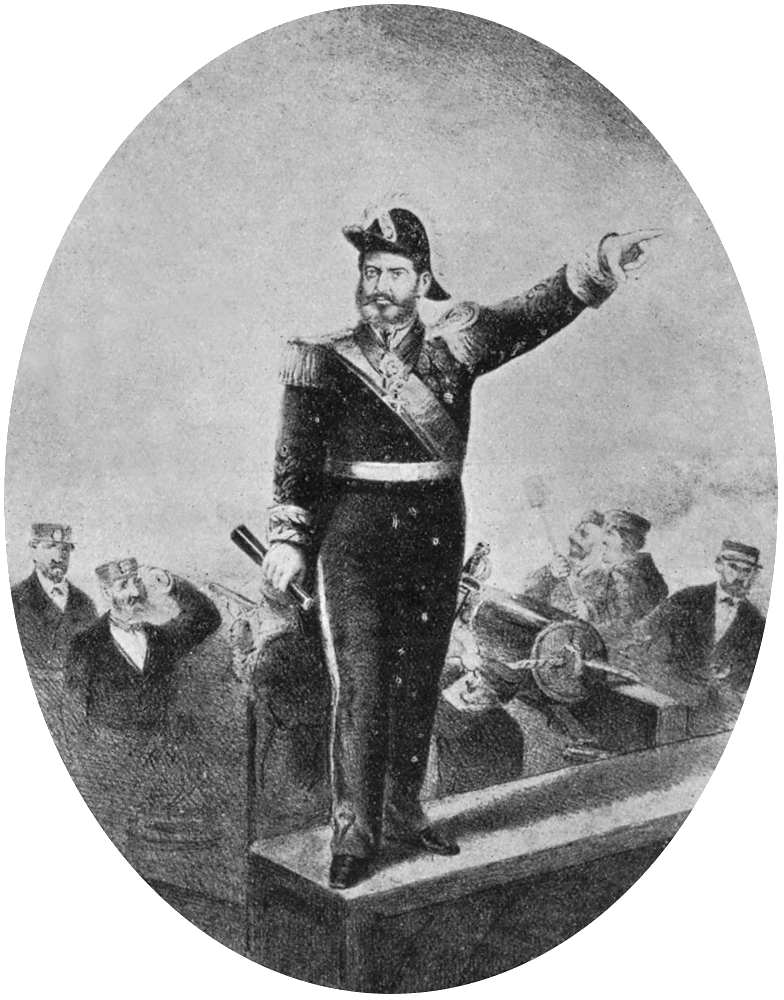
Inhaúma a los 60 años, 1869. Él no sobrevivió por mucho tiempo después de su ascenso a almirante, el más alto rango en la armada brasileña.

Desconocido por Joaquim y sólo unos pocos días antes de la caída de Humaitá, el gabinete progresista en Río de Janeiro dimitió a raíz de una crisis política. El emperador llamó a los conservadores, bajo la dirección de Joaquim Rodrigues Torres, Vizconde de Itaboraí, de vuelta al poder el 16 de julio de 1868. Durante la administración progresista, había desarrollado una amistad de confianza con el poder, el joven Ministro de la Marina, Afonso Celso de Asís Figueiredo, más tarde Vizconde de Ouro Preto. El retorno de los conservadores como resultado de su elección a la Cámara de Diputados como representante de la provincia del Amazonas, aunque él nunca iba a asumir un cargo. En el nuevo clima político, Joaquim también fue considerado como un candidato para una silla senatorial que representa la provincia de Río de Janeiro.
Mientras tanto, Caxias había organizado un ataque contra las nuevas defensas paraguayas que López había enviado a lo largo del Piquissiri, al sur de Asunción, capital del Paraguay. Este flujo proporcionó una fuerte posición defensiva que estaba anclada en el Río Paraguay y por la selva pantanosa de la región del Chaco. Caxias hizo un corte de camino a través de la supuestamente impenetrable Chaco, ubicado del otro lado del río Paraguay, donde el ejército aliado estaba en el campo. Los buques brasileños llevaron a las tropas aliadas al otro lado del río, donde se han cambiado a lo largo de la carretera que había sido completado en diciembre. Las fuerzas Aliadas flanquearam las líneas paraguayas y atacaron por la espalda. Las fuerzas aliadas combinadas aniquilaron al ejército paraguayo y el 1.º de enero de 1869, Asunción fue ocupada.
Inhaúma llegó a la capital nacional de paraguay el 3 de enero de 1869, cada vez más enfermo y deprimido. Lamentó en su diario particular que el conflicto "no puede ser llamado de una guerra, pero la muerte de las personas, el exterminio de la nación." Inhaúma transfirió temporalmente el mando a su yerno, el Barón de Paso, el 16 de enero. El 28 de enero, Joaquim fue oficialmente despedido del puesto y fue ascendido a almirante, el más alto rango en la armada. Habiendo recibido los permisos del gabinete conservador para alejarse, él partió a Río de Janeiro el 8 de febrero, llegando diez días después. a Pesar de la bienvenida "con las mayores demostraciones de entusiasmo", Inhaúma estaba tan débil que tuvo que recibe las a partir de los muelles en su carruaje. Alfredo d'Escragnolle Taunay, el Vizconde de Taunay, en sus memorias, dice que Pedro II, al saber de la llegada de Inhaúma, se negó a hacer una visita a él. se Ha convertido en común que los oficiales reivindicassem la enfermedad para que ellos pudieran retirarse de la guerra. El emperador pronto se dio cuenta de que Inhaúma estaba realmente muy enfermo y pidió actualizaciones diarias sobre su condición.
La salud de Inhaúma se deterioró, murió el 8 de marzo alrededor de las 4:30 de la mañana. Según el historiador Eugenio Villena de Morales, la malaria fue la causa de su muerte. Su ataúd fue colocado en un vagón reservado para los funerales de los miembros de la familia imperial. Fue escoltado por tres escuadrones de caballería y seguido por tres centenares de coches, mientras que los espectadores llenaron ambos lados de las calles a lo largo de la ruta de la procesión. Tamandaré y el futuro Vizconde de Ouro Preto estaban entre los cargadores del ataúd. Fue enterrado en el cementerio de San Francisco Xavier (popularmente conocido como el Cementerio del Marañón), en Río de Janeiro.

## Legado

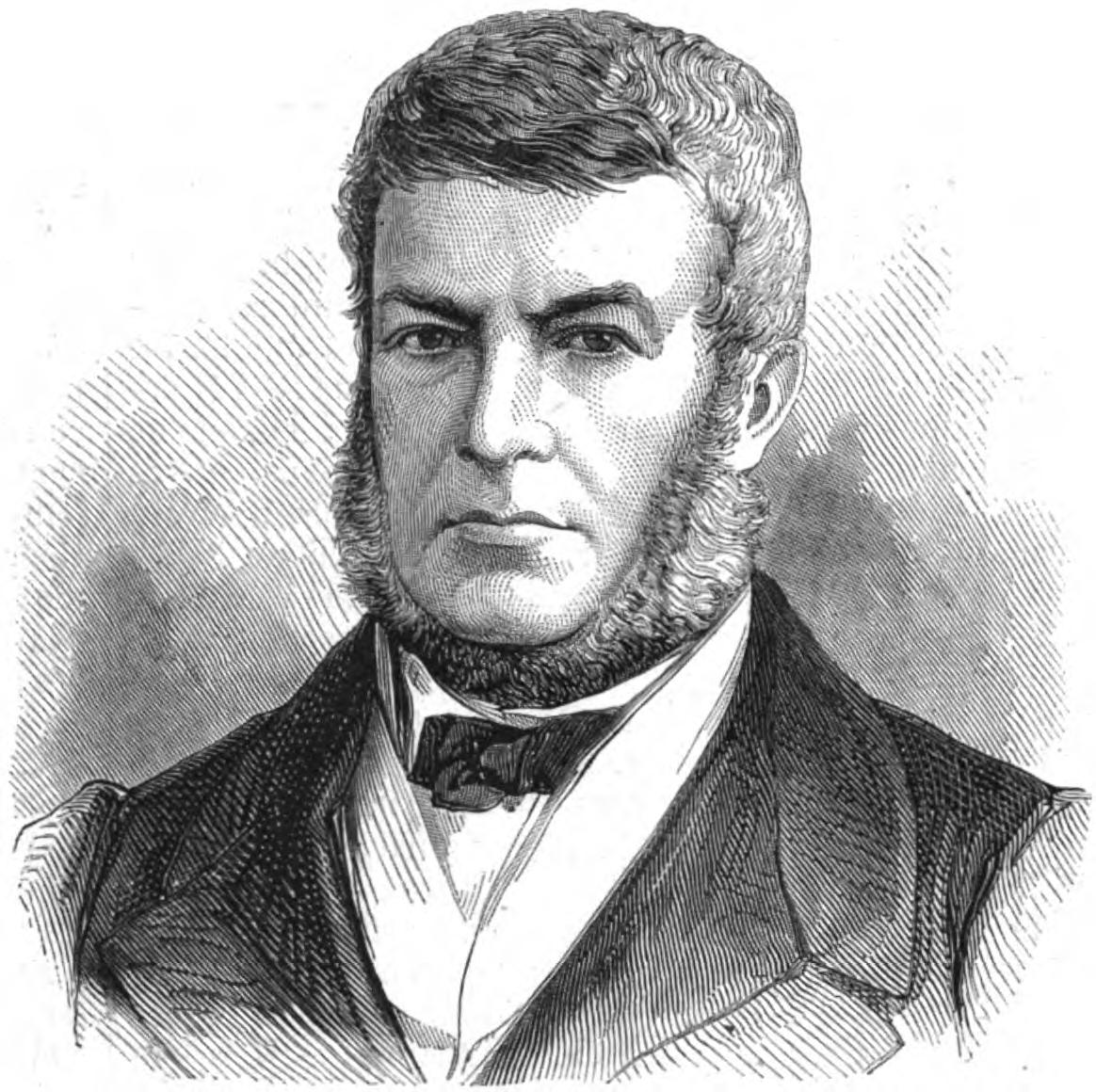
Vizconde de Inhaúma (Grabado de Chenu publicada en L'Illustration, Journal Universel, París, 1868.).

Poco después de su muerte, el Vizconde de Inhaúma, fue considerado como "una de las mayores figuras de la armada brasileña" por el Senado brasileño. Él era muy popular en la armada, y fue cariñosamente llamado "tío Joaquín por sus subordinados. La jerga de la Marina de brasil, "piso en Inácia", que significaba comportarse correctamente, se deriva de su nombre. Desde la década de 1870, ninguna biografía completa de Inhaúma fue publicada, aunque, de acuerdo con Francisco Eduardo Alves de Almeira, "ha sido, y siempre será, importante para la Marina de Brasil, por su ejemplo como jefe modesto y dedicado." La corbeta clase Inhaúma, construida en la década de 1980 y 1990, fue nombrado en su honor. A pesar de la escasa atención dada a él en la literatura histórica, hay algunos historiadores que comparten una visión altamente positiva de Inhaúma. Américo Jacobina Lacombe dijo que fue "uno de los grandes nombres de la historia militar brasileña". Max Justo Guedes lo consideró uno de los grandes oficiales de la marina imperial, y Adolfo Lumans lo consideró uno de los grandes oficiales de la Marina de guerra en la historia de Brasil.

## Títulos y honores

Armas de la familia Barros en España. No se sabe si el Vizconde de Inhaúma tenía un escudo personal. Su lema era: Dios, la Ley y el Emperador.

### Títulos de nobleza
- Hidalgo Caballero de la Casa Imperial , el 2 de diciembre de 1856.
- Barón de Inhaúma (con grandeza) en 22 de diciembre de 1867.
- Vizconde de Inhaúma (Grandeza) en el 3 de marzo de 1868.

### Otros títulos
- Miembro del Instituto Histórico y Geográfico Brasileño.
- Miembro del Consejo Supremo Militar y de Justicia.
- Defensor de oficio de la Santa Casa de Misericordia de la ciudad de Río de Janeiro.

### Honores
- Gran Cruz de la Orden Imperial de la Rosa.
- Gran Cruz de la Orden de San Benito de Aviz.
- Comendador de la Orden de Nuestro Señor Jesús Cristo.
- Gran Cruz de la Orden de Nuestra Señora de la Concepción de Vila Viçosa.
- Gran Oficial de la Legión de Honor de Francia.